# Каунасский погром

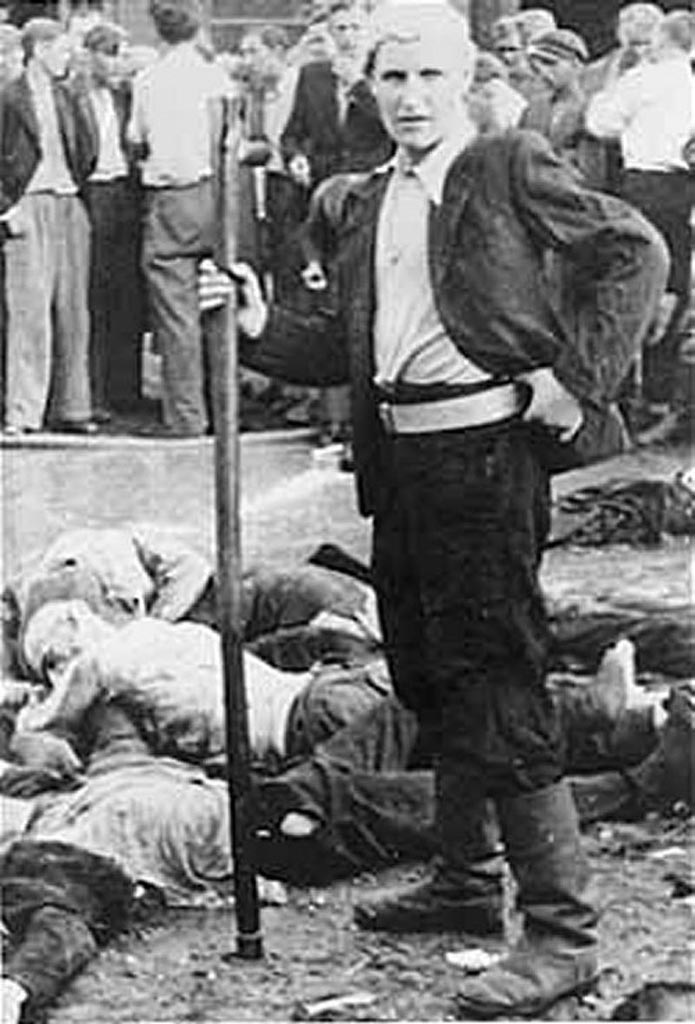
Один из убийц во время погрома в Гараже «Летукис»

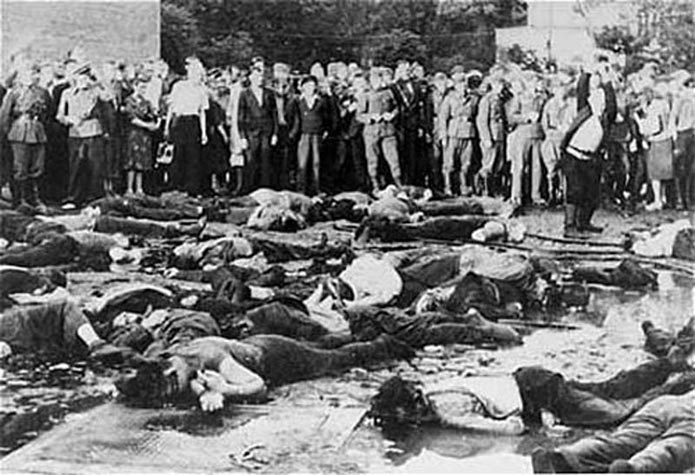
Фото жертв и зрителей погрома

Ка́унасский погро́м — произошёл 25—29 июня 1941 года в городе Каунас. Самый печально известный инцидент произошел 27 июня в гараже НКВД, бывшем гараже национализированного кооперативного общества Лиетукис (рус. Литхоз, лит. Lietūkis), в ходе которого несколько десятков евреев были подвергнуты публичным пыткам и казнены. Впоследствии систематические казни происходили в различных фортах Ковенской крепости, особенно в Седьмом и Девятом фортах.

## Предыстория
22 июня 1941 года нацистская Германия напала на СССР. В этот день в Литве началось национальное восстание против советских властей. Литовский фронт активистов взял Каунас под свой контроль 23 июня. Бригадефюрер СС Вальтер Шталекер прибыл утром 25 июня и провёл в городе выступления, чтобы спровоцировать еврейские погромы. Вскоре Альгирдас Климайтис начал погром в Каунасе с отрядом СД из Тильзита в количестве 600 человек.

## Погром
Нападения на евреев в Каунасе начались 25 июня. По состоянию на 28 июня, в ходе погромов погибло 3800 человек в Каунасе и 1200 в других близлежащих регионах. Однако есть мнение (с литовской стороны), что цифры сильно преувеличены.
Один из инцидентов погрома — публичные пытки и убийство несколько десятков человек в «Гараже Летукис». По словам раввина Эфраима Ошри, немцы присутствовали в Каунасе, но осуществляли погром литовские добровольцы. Также раввин сказал, что одному из убитых — раввину Шломо-Залману Оссовскому — отпилили голову на глазах его жены и детей, а голову выставили на публичное место с надписью: «Это то, что мы сделаем со всеми евреями».

## Другие версии
Существуют разные версии того, кто должен нести ответственность за погром: нацисты или литовцы. Шталекер сделал доклад Гиммлеру 15 октября, в котором написал, что погром удалось показать инициативой местных жителей. Он также писал, что побудить людей на погром было довольно тяжело. Евреи утверждают, что убийства начались ещё до прихода немцев.